# Alex Madis
Alex Madis (ou parfois Alexis Madis), de son nom d'état-civil Alexander Mavroudis, est un acteur, dramaturge, journaliste et scénariste français d'origine grecque, né le 27 août 1886 à Athènes, mort à la suite d'un accident le 19 juillet 1968 au sein de l'Hôpital Laennec dans le 7e arrondissement de Paris.

## Biographie
En 1903 Alex Madis rencontre Constantin Cavafy à Athènes, où il publie quelques poésies en 1904.
Alex Madis fut un des amis proches et confident de Sacha Guitry. Il fut notamment l'un de ses premiers biographes, et le témoin de Guitry lors de son mariage avec Lana Marconi en 1949.
Il était aussi journaliste dans la revue Paris-Théâtre.

## Théâtre

### Dramaturgie
- 1921 : Simone est comme ça d'Yves Mirande et Alex Madis, Théâtre des Capucines
- 1921 : Chouchou poids plume d'Alex Madis, Théâtre des Nouveautés
- 1923 : Rends-moi ce petit service d'Alex Madis à la Comédie Caumartin
- 1926 : Le Divin Mensonge, opérette en 3 actes d'Alex Madis et de Pierre Veber, Théâtre des Capucines
- 1926 : Chipée[2], comédie en trois actes d'Albert Willemetz et Alex Madis
- 1929 : Couchette n° 3, comédie musicale en 3 actes, livret d'Alex Madis et Joseph Szulc, musique d'Albert Willemetz
- 1931 : Matricule 33[3], pièce en 3 actes et 10 tableaux d'Alex Madis et Robert Boucard
- 1935 : Lady Poum, adaptation d'Alex Madis, Robert de Machiels et Léon Uhl de l'opérette Die erste Beste d'Oscar Straus de 1929

## Filmographie

### Scénariste
- 1925 : Chouchou poids plume de Gaston Ravel, d'après la pièce d'Alex Madis et Jacques Bousquet
- 1932 : Simone est comme ça de Karl Anton, coscénarisé avec Yves Mirande
- 1932 : Chouchou poids plume de Robert Bibal, coscénarisé avec Jacques Bousquet
- 1933 : Matricule 33 de Karl Anton, d'après la pièce d'Alex Madis et Robert Boucard, coscénarisé avec Paul Schiller
- 1933 : Les Surprises du sleeping, d'après la pièce Couchette n° 3 d'Alex Madis, coscénarisé avec Paul Schiller et Albert Willemetz
- 1935 : Le Monde où l'on s'ennuie de Jean de Marguenat, d'après la pièce éponyme d'Edouard Pailleron
- 1938 : Chipée de Roger Goupillières, d'après la comédie d' Alex Madis et Albert Willemetz

### Acteur
- 1932 : Simone est comme ça de Karl Anton
- 1949 : Le Trésor de Cantenac de Sacha Guitry
- 1964 : Guitry, documentaire de Claude de Givray, dans le cadre de l'émission Cinéastes de notre temps, lui-même.

## Publications
- Alex Madis, Sacha, éditions de l'Élan, 1950 (l'une des premières biographies sur Guitry)
- Alex Madis, La Carrière mouvementée de Marie van Zandt, Histoire pour tous n° 94, février 1968, page 370.

### Sources et bibliographie
- (en) Robert Liddell, Cavafy, a biography, 1974  (ISBN 0715632086 et 978-0715632086)
- Jacques Lorcey, Sacha Guitry et son monde, éditions Séguier, coll. « Empreinte », t. III : Ses amis, 2002,  (ISBN 284049308X)